# Társasházak Magyarországon
A társasház az ingatlantulajdon, ezen belül a közös tulajdonban álló ingatlan különleges formája. Olyan jogi megoldás, mely lehetőséget ad arra, hogy a tulajdon egyrészt egységes tulajdonként jelenjen meg a hatóságok felé (korlátozott jogképesség, egységes közmű csatlakozások, egységes megjelenés a földhivatali nyilvántartásban), másrészt az egyes társasházi öröklakások (helyiségek) a tulajdonosok kizárólagos tulajdonába kerülhessenek (ingatlan-nyilvántartási különlapon, (korábban albetétben). A földterület, melyen a társasház áll, az épület szerkezeti elemei közös tulajdonban állnak. A közös tulajdont a társasház ingatlan-nyilvántartási törzslapján tüntetik fel. Az egyes tulajdonostársak kizárólagos tulajdonában álló lakásokat (helyiségeket) pedig az ingatlan-nyilvántartási különlapon tüntetik fel. Ez a jogi konstrukció lehetőséget nyújt arra, hogy nagyobb (többlakásos) ingatlanok esetében a tulajdonosok élvezzék a tulajdon egységéből fakadó előnyöket (a közös tulajdon közös vagyonkezelése), másrészt a saját maguk által kizárólagosan használt ingatlanrész kizárólagos tulajdonát is megkapják és arról egyszerűen és áttekinthetően rendelkezhessenek.

## A 2014. március 15-én hatályba lépett Polgári törvénykönyvben
A 2013. évi V. tv. a Polgári Törvénykönyvről XX. fejezete (5:85. §) szól a társasházról. A törvény értelmében:
- Társasház jön létre, ha az ingatlanon az alapító okiratban meghatározott, műszakilag megosztott, legalább két önálló lakás vagy nem lakás céljára szolgáló helyiség, vagy legalább egy önálló lakás és egy nem lakás céljára szolgáló helyiség a tulajdonostársak külön tulajdonába, a külön tulajdonként meg nem határozott épületrész, épületberendezés, helyiség, illetve lakás viszont a tulajdonostársak közös tulajdonába kerül.[1]
- Ha a földrészlet, amelyen az épület áll, nem tartozik a közös tulajdonba, arra a tulajdonostársakat földhasználati jog illeti meg.[2]
- A közös tulajdon tárgyát képező ingatlanrész tulajdoni hányada a külön tulajdonba tartozó lakással és nem lakás céljára szolgáló helyiséggel együtt önálló ingatlan.[3]
- A közös tulajdonra vonatkozó, az egyes tulajdonostársakat megillető tulajdoni hányad és a lakásra, illetve a nem lakás céljára szolgáló helyiségre vonatkozó tulajdonjog egymástól függetlenül nem ruházható át és nem terhelhető meg.[4]
- A társasháztulajdonra a közös tulajdon szabályait kell megfelelően alkalmazni.[5]

## A társasházi ingatlantulajdon kialakulása

Lakásépítési hirdetés az 1930-as évekből

A társasház iránti igényt a modern városi élet hozta létre. A kereskedelmi és ipari tevékenység központjaiba tódult a vidék mezőgazdasági foglalkozású népessége. A városok szabadságot, munkát biztosítottak a földeken fölöslegessé váló embereknek. A város azonban mint fizikai hely is más mint a vidék. Itt már nem a természet, hanem az ember környezetalakító munkája határoz meg mindent, Nincs elég hely a családi házak számára. A városi élet jellemző tevékenységei a helyhiánytól függetlenül is egyfajta sűrűsödést igényelnek. Az ily módon tömegessé váló lakáshiányt a nagytőke hatalmas bérházak megépítésével próbálta kielégíteni. Közép-Európa és persze Magyarország főutcája, az Andrássy út jellegzetes példája ennek a folyamatnak. A Király utca családi tulajdonban álló és családok által is használt épületei helyett az Andrássy út már a magyar nagytőke befektetési terepe volt kialakítása idején. A nagytőke – a társadalmi, állami ellensúlyt képező Fővárosi Közmunkák Tanácsával karöltve – hatalmas bérházakat épített, melyeket a nagypolgárság és a középosztály foglalt el. A „családi ház” luxusa csak az Andrássy út Városliget felőli végén nyerhetett teret – a nagytőkések és a születési arisztokrácia számára.
A sűrű városszövet, a bérkaszárnyák bérlőjének ideiglenes kötődése bérleményéhez a középosztály befektetésének ingatlan tulajdon felé irányítása az I. világháborút követően az új jogi konstrukció megalkotását indokolta. A társasháztulajdon jogi formáját Magyarországon az 1924.május 10–én kihirdetett 1924 évi XII. törvénycikk hozta létre. A nemzetgyűlés 1924. április 5–én fogadta el, az Országos Törvénytár 1924. évi május 20 –i számában hirdették ki. A törvény végrehajtási rendeleteként született a társasháztulajdon telekkönyvezéséről szóló 30000/1925 (VII.2) IM rendelet. Több mint fél évszázadig volt hatályban ez a szabályozás. A társasházak többségét e jogszabályok szerint alapították, az eszerint elfogadott alapító okiratok magukon viselik hatását. Ez a törvény illetve végrehajtási rendelete a későbbiekkel ellentétben részletes rendelkezéseket tartalmazott a telekkönyvezésre (későbbi fogalom szerint ingatlan-nyilvántartásra) vonatkozóan. A telekkönyvezés tárgyában hatályba léptetett 30.000/1925 (VII.2) IM számú rendelet egyes rendelkezései, alkalmazott módszerei sokkal később, még az 1972 évi 31. számú tvr. és végrehajtási rendelete, a 27/1972 (XII.31) MÉM rendelettel nem szabályozott kérdésekben továbbra is élő jog, szokásjogi jelleggel a joggyakorlat alkalmazza. 1977–ben alkotta meg az Elnöki Tanács a társasházakról szóló 1977. évi 11 számú törvényerejű rendeletet, ami 1977 július 1 -én lépett hatályba. Ezt a törvényt az 1998. március 1 -én hatályba lépő 1997 évi CLVII. törvény, majd a 2004 január 1 -én hatályba lépő 2003 évi CXXXIII. törvény követte.    
Az 1930-as években elsősorban a középosztály kezdett társasház építésbe, először Budapesten, a Lágymányos illetve a Szent Imre város (ma XI. kerület) területén. A Horthy Miklós út (ma Bartók Béla út) környezetében gombamód szaporodtak a házak, melyekbe főleg állami hivatalnokok, tehetősebb polgárok költöztek. A Magyarországtól elcsatolt területek menekülő értelmisége, polgársága is ezeken a területen próbált tulajdont szerezni – ha tehette. Ugyancsak jellegzetes társasházasítási időszak az 1990-es évek közepe, a budapesti ingatlanállomány privatizálásának időszaka. Az Antall-kormány politikájának gerince a polgári jogállam intézményeinek hangsúlyos kiépítése mellett a magyar középosztály létrejöttének, helyreállításának támogatása volt. Ennek a politikának jellegzetes lépése volt annak lehetővé tétele, hogy a lakásbérlők az általuk bérelt lakásokat megvásárolhassák. A kormány odáig ment ebben a törekvésében, hogy az eladási folyamatot szabotáló, korábban a szocialista ingatlankezelő vállalatoknál dolgozó helyi hatalmasok ellenében kifejezetten vételi jogot adott a bérlőknek. A vételi jog akár peres úton is kikényszeríthetővé tette a bérlakások megvásárlását a bérlők részére.

## Társasháznak épített épület földhivatali regisztrálása
Egy adott telken tulajdonosai (tulajdonosa) jogerős építési engedély birtokában többlakásos házat is építhetnek, azzal a szándékkal, hogy felépülte után társasházzá alakítják az ingatlant. Ez a folyamat többlépcsős hatósági eljárások lefolytatását teszi szükségessé. Az építkezők az építkezés befejezése után az építési hatóságtól használatbavételi engedélyt kell kérjenek a felépített épületre. A telek illetve a felépített épület tulajdonosai a jogerős használatbavételi engedély birtokában megbíznak egy erre jogosult tervezőt az ingatlan-nyilvántartási épületfeltüntetési vázrajz elkészítésével. Az épület és telek tulajdonosai a használatbavételi engedély és az épületfeltüntetési vázrajz mellékelésével kérelmet terjesztenek elő a földhivatalnál, melyben kérik a felépített többlakásos épület ingatlan-nyilvántartási feltüntetését. A kérelemben a tulajdonosoknak meg kell jelölni azt, hogy milyen eszmei tulajdoni hányadban kérik tulajdonjoguk feltüntetését az ingatlan-nyilvántartásban. Amennyiben a telektulajdonosok ugyanolyan arányban lesznek tulajdonosai a felépített épületnek is, mint amilyen arányban tulajdonosai a teleknek, úgy a Földhivatal a telekingatlan már létező tulajdoni lapjára (pl. Budapest VI. ker., 45613 hrsz tulajdoni lapja), a I. részben feltünteti az épületet (lakóház 516 m²) és egyben feltünteti az épületet az ingatlan-nyilvántartási térképen (pl. 45613/A jelzéssel).
Amennyiben a telektulajdonosok egymás közti eszmei tulajdoni hányadaitól eltérnek a felépített épület tulajdoni hányadai, új ingatlan-nyilvántartási különlap (régebben albetét) nyitását kell a tulajdonosoknak kérni a Földhivataltól. Ebben az utóbbi esetben az előző esethez hasonló műveletek mellett a Földhivatal új ingatlan-nyilvántartási különlapot is megnyit a 45613/A hrsz alatti épület tulajdonosainak feltüntetésére. A többlakásos épület fentiek szerinti ingatlan-nyilvántartási feltüntetését követően a telektulajdonosok illetve az épület felépítésével tulajdont szerzők egymással közös tulajdonba kerülnek, melyet a Földhivatal is megfelelően regisztrált. Egy társasház alapító okirat illetve alaprajz aláírásával és megfelelő jogi képviselettel a Földhivatalhoz történő benyújtásával megkezdhetik az ingatlan társasház ingatlanná alapításnak folyamatát

## A társasháztulajdon kettős jogi természete
A társasház alapító okiratában rendelkezni kell az egyes külön ingatlantulajdonokról valamint az azokhoz a közös tulajdonból tartozó eszmei tulajdoni hányadokról is. A gyakorlat szerint az egyes külön ingatlantulajdonokhoz tartozó közös tulajdonból illető eszmei hányadot arányosítással, a következő módon kell meghatározni. A kialakítandó társasház felépítménye (a ház, felépítmény) egyes tulajdonosai által kizárólagosan használt lakás, illetve nem lakás céljára szolgáló hasznos területet össze kell adni. A hasznos terület számításánál a vakolt falsíkok között – a padlószint feletti 1 méter magasságban mért – méreteket kell figyelembe venni. A beépített bútorok által elfoglalt területet is be kell számítani a területbe. Nem vehetők számításba azonban a falsíkon kívül eső terület (ajtóknál, ablakoknál lévő beugrások, a 0,5 m²-nél kisebb alapterületű falfülke és a falsíkokból kiugró falpillérek által elfoglalt terület. A lakás (üzlet) terület megállapításánál a lakás összes helyiségei teljes területének az 1,90 méter belmagasságot elérő része vehető számításba. Az ilyen lakás (üzlet) területek elsősorban a kifejezetten lakó (üzlet) funkcióra használt területek, a mellékfunkciókat teljesítő területeket (például pincerekesz, padlásrekesz, parkoló, erkély, terasz) vagy nem számolják be a kizárólagosan használt és az alapító okirat szerkesztésénél ilyenként írt területbe, vagy ezeket a mellékfunkciókat szolgáló területeknek csak bizonyos hányadát számítják be. Az egyes kizárólagos használatban álló tulajdonokhoz a közösből tartozó eszmei hányadot a következő képlet szerint állapítják meg:
- a = összes kizárólagos használt terület = 9.000 m²,
- b = összes eszmei tulajdoni hányad az ingatlanon = 10.000/10.000–ed eszmei tulajdoni hányad
- c = az adott kizárólagos tulajdonban álló, önálló ingatlan-nyilvántartási különlapon feltüntetett ingatlan 50 m² kizárólagosan használt területtel = 50 m².
- d = a „c” értékhez a közös tulajdonból tartozó eszmei hányad

Az adott külön ingatlanhoz – c – tartozó, a közös tulajdonból illető eszmei hányadot a következő művelet elvégzésével tudjuk kiszámítani: d = c*10000/a= 50 szorozva 10.000/9.000 –el = 56. Szövegre lefordítva: Ha van egy 9000 m² összes kizárólagos területű társasházunk, akkor egy ebben levő, 50 m²-es, külön tulajdonú lakáshoz a közös tulajdonból 56 / 10 000–ed eszmei tulajdoni hányad tartozik.
A joggyakorlat a mellékfunkciókat kiszolgáló, de ettől függetlenül kizárólagos tulajdonban álló és a lakás (helyiség) tulajdonos által kizárólagosan használt ingatlanterületet vagy figyelmen kívül hagyja, vagy csökkent mértékben veszi figyelembe az előző számítás során: zárt erkély, loggia: 0,5–es szorzóval, a terasz, pincerekesz, padlásrekesz 0,3 –as szorzóval vehető figyelembe. Ezeket a területszámítási elveket a joggyakorlat az építésre vonatkozó szabályozásokat figyelembe véve alakította ki és alkalmazza.

## A közigazgatási címek meghatározása
Az alapító okirat elfogadásával és földhivatali átvezetésével valamennyi újonnan kialakított, ingatlan-nyilvántartási különlapon feltüntetett tulajdon részére új közigazgatási címet kell adni. Az ingatlan korábban egységes közigazgatási címe (pl. Budapest VI. ker., Andrássy út 94. szám) helyett valamennyi társasházi külön tulajdon saját közigazgatási címet kap (pl. Budapest VI. ker., Andrássy út 94 szám I. emelet 5. szám). Ezt a közigazgatási címet az ingatlan ingatlan-nyilvántartási különlapjának I. részén is fel kell majd tüntetni, illetőleg ezt a közigazgatási címet fogja az állami népességnyilvántartás is használni. Ezzel a címmel dolgoznak a Cégbíróságok is, melyek a gazdasági társaságok székhelyeit illetve telephelyeit nyilvántartják. Az alapító okirat külön tulajdont felsoroló részében, az egyes külön tulajdonok megjelölésénél az adott külön tulajdon vonatkozásában hivatkozni kell az alaprajzon az adott külön tulajdont jelző arab sorszámra valamint a közigazgatási címre is. A társasházi közigazgatási címeket a társasház épületének legalsó szintjéről indulva, az épületben felfelé haladva, szintenként folyamatosan emelkedő számsorban kell megadni. Az egyes szintek szokásos elnevezése: pince (-2 pince, -1 pince), földszint (fszt), félemelet, I. emelet, II. emelet stb). Az adott szinten a közigazgatási címet jelző számozás kiadását az épületet az utcáról (közterületről) nézve az adott szint bal oldalán kell megkezdeni. Így például, ha az épület legalsó szintje a pinceszint, akkor annak közigazgatási címei balról kezdve pince 1. szám, pince 2. szám, pince 3. szám stb. A pince számozását követően a felette levő földszint 1, földszint 2 stb. címek követik (A számok kiadását szintenként elölről kell kezdeni). Mivel az egyes közigazgatási címeket egyrészt adott tulajdoni egységenként meghatározza az alapító okirat, másrészt az adott közigazgatási címet a társasház alaprajzán az adott lakás (üzlethelyiség) társasházi közös területről (vagy közterületről) nyíló bejáratánál is fel kell tüntetni, így a közigazgatási címek ingatlanonként egyértelműen azonosíthatóak. Amennyiben a későbbiek során az egyes külön tulajdonok megosztásra kerülnek, akkor az új tulajdoni egységek közigazgatási címét a megosztásra kerülő tulajdon közigazgatási címének törésével kell meghatározni (pl. I. emelet 5. szám helyett I. emelet 5/a szám és I. emelet 5/b szám). A nem érintett külön tulajdonok közigazgatási címe változatlan marad.

## A társasház alaprajza

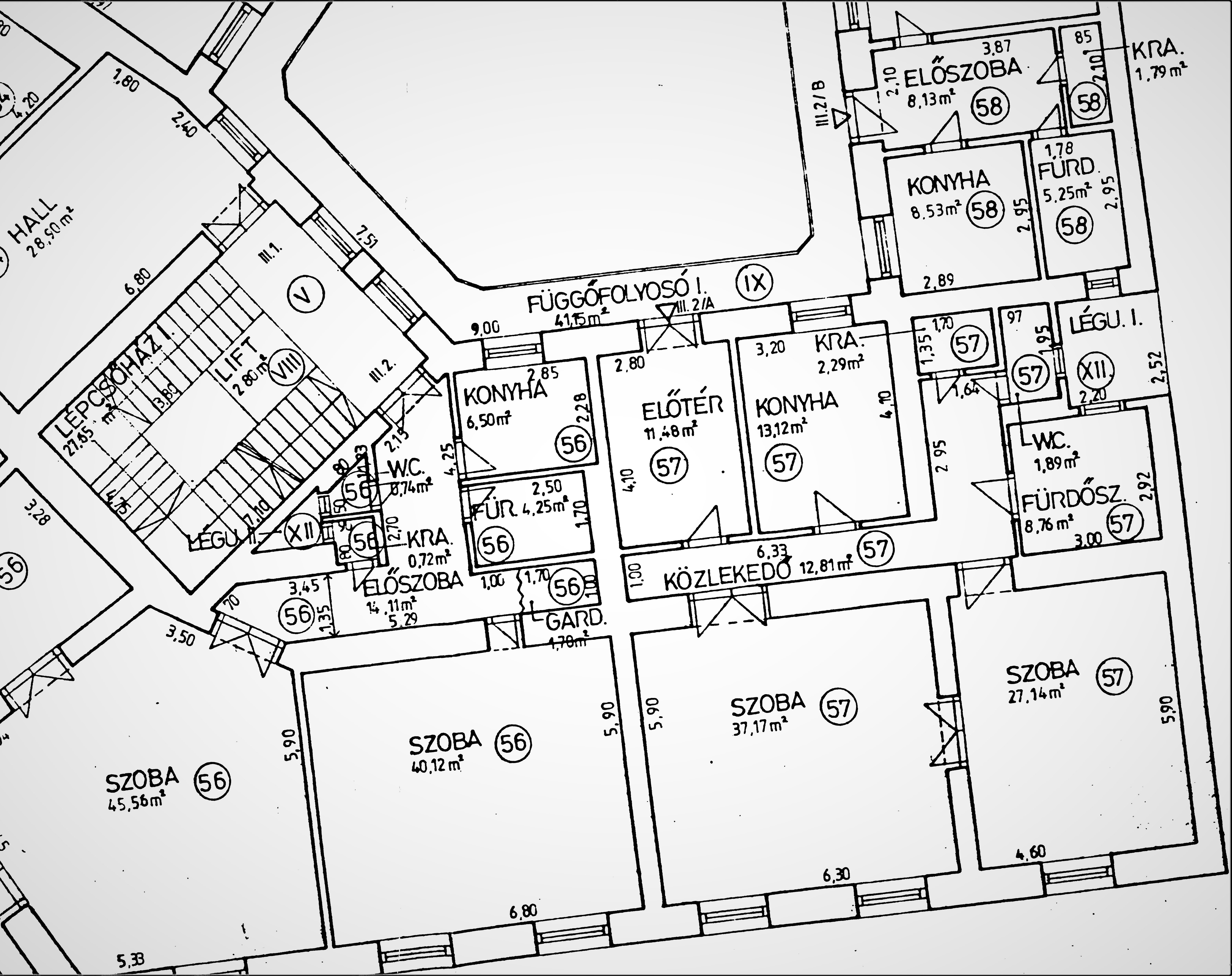
Társasház alaprajza (részlet)

A társasház-alapító okirat melléklete az alaprajz. A már létező társasház alapító okiratának módosítása esetén – ha a módosítás érinti az alaprajz tartalmát – kiegészítő alaprajz elfogadására van szükség. Az alaprajz 1:100 méretarányban kell készüljön, amit fel is kell tüntetni rajta. A társasház épületének minden szintjéről készül, az egyes falak méreteit fel kell tüntetni (kottázás). A társasház közös tulajdonban álló részeit római számokkal, a külön tulajdonban álló helyiségeket arab számokkal kell jelölni (az alapító okiratban foglaltakkal egyezően). Az egyes helyiségek jelölése alatt (pl. külön tulajdon esetén 5, közös tulajdon esetén III.) fel kell tüntetni a helyiség rendeltetését (pl. szoba), illetve területét század m²-pontossággal (pl. 21,59 m²). Az egyes lakások (nem lakás céljára szolgáló helyiségcsoportok) bejáratát (társasházi közös területről vagy közterületről) közigazgatási címmel kell jelölni (pl. fszt. 1). Az alaprajz oldalán fel kell tüntetni az egyes lakásokra vonatkozó területszámítást. A területszámítás tartalmazza a lakás megjelölését, a lakás egyes helyiségeinek valamint ezek kerekítés nélküli területének megjelölését, valamint a lakás teljes területét kerekítés nélkül és egész számra kerekítéssel. (pl. teljes terület 101,89 m² = 102 m²). Meg kell jelölni az alaprajz elnevezését (pl. Budapest VI. Andrássy út 94 számú társasház alaprajza) valamint az alaprajz hasonló alaprajzoktól történő megkülönböztetésére alkalmas adatokat (pl. készítésének ideje, munkaszám). Újonnan épült társasházi épület esetében lehetőség van arra – amennyiben az épület az építési engedélyben foglaltakkal egyezően épült fel – hogy a tulajdonosok alaprajzként a záradékolt építési engedélyezési tervet (megfelelően kiegészítve) használják fel. Ha az épület az építési engedélytől eltérően épült fel, akkor a megvalósulási terve használható fel, amennyiben a tulajdonosok fennmaradási engedélyt kaptak.

## Használati megosztásos társasház ikerház
Egy társasház lehet ikerházban is és nincs akadálya annak sem, hogy a társasházi ingatlan telkének a használatát is megosszák egymás között a tulajdonosok. Minimum két – társasházi külön tulajdonként elkülöníthető – lakás esetén már lehetséges társasházat alapítani. Az ilyen társasházra is ugyanazok a szabályok vonatkoznak, mint az ennél többlakásos társasházakra. Azzal a kivétellel, hogy a legfeljebb 6 lakásos társasházak működhetnek a közös tulajdon szabályai szerint is. Az ilyen jogi formában létező ház műszaki adottsága szerint lehet ikerház is. Műszaki szempontból ikerház az ingatlan oldalhatárán – vagy az ingatlan belső, használat szempontjából megállapodással előírt használati határán – álló, egymástól független épületszerkezetekkel és vezetékekkel megvalósított, nyílás nélküli tűzfalakkal csatlakozó két olyan önálló épület, amely külsőleg egy épület képét mutatja. A meghatározás első fordulata a OTÉK 43. pontjában foglaltak szerinti, míg a második fordulat a gyakorlat által kialakított fogalom. A társasház szempontjából az utóbbi ikerház fogalom irányadó. A társasházi épület ilyen jellegű műszaki megvalósítása értelemszerűen az jelenti, hogy a nem ilyen társasházakkal szemben a társasházi épületben nincsenek közös használatban álló helyiségek, így ezek közös fenntartásáról sem kell a tulajdonosok gondoskodjanak. Az ikerházban működő társasház ugyanúgy többrétű előnyös megoldást megvalósító jogi konstrukció, ahogy maga a társasház is – mint jogi konstrukció – ilyen többrétű előnnyel jár. Míg a két társasházi lakás kizárólagos tulajdonát a társasház alapító okirat külön tulajdon része tartalmazza és biztosítja, a teljes műszaki elkülönülést az ikerház jelleg fentiek szerinti, műszaki megvalósítása teszi lehetővé. Ehhez a kétfajta elkülönüléshez párosíthatják a tulajdonosok a társasház közös tulajdonban álló telkének tényleges használati megosztását oly módon, hogy elkülönített telekhasználatban állapodnak meg a társasház alapító okiratában illetőleg az annak mellékletét képező helyszínrajzon. Ebben az esetben a társasházi közös tulajdonban álló telket a használatra vonatkozó megállapodásnak megfelelően a két ikerházrészt elválasztó határvonal meghosszabbításán létesített kerítéssel elválasztják. A használati megosztásos társasház ikerház ily módon lehetővé teszi a két tulajdonos szinte teljes elkülönülését és a közös fenntartási kiadások elkerülését. Ez a megoldás értelemszerűen megvalósítható a 3-6 lakásos társasházak esetében is.

## Hat lakásosnál nem több lakásos társasházak
A hat lakásosnál nem több lakásos társasházakra vonatkozó szabályozás lehetővé teszi azt, hogy a társasház tulajdonosai ne alkalmazzák a társasház működésének általános szabályait. Amennyiben a tulajdonosok másként nem döntenek, a hat lakásosnál nem több lakással működő társasházak (“kis társasház”) a Ptk. szerinti közös tulajdon szabályai szerint működnek. Másképpen fogalmazva a hat lakásosnál nem nagyobb társasházban társasházközösség csak akkor jön létre, ha ezt a tulajdonostársak létrehozzák. Ennek hiányában nincs társasházi szervezet, közös képviselet. Így a közösség nem jogalany, a társasházat érintő jogokat közvetlenül a tulajdonosok gyakorolhatják, és a fenntartási terheket is közvetlenül ők viselik. Csak maguk az egyes öröklakás-tulajdonosok perelhetnek és ők is perelhetők. Ennek a megoldásnak az az előnye, hogy a tulajdonosok a társasházat a nehezen követhető és sokszor ellentmondásos általános szabályozást figyelmen kívül hagyva működtethetik. A tulajdonosok közötti vitákat perben intézik el. Ez a megoldás értelemszerűen lehetetlenné teszi azt, hogy a társasházi tulajdonosok többsége vagy a közös képviselő a kisebbség jogos érdekeinek figyelmen kívül hagyásával, kénye-kedve szerint igazgassa a társasház ügyeit. Akadályozza ez a megoldást azt is, hogy a társasházi ügyekkel foglalkozó bíróságok a társasházi tulajdonosok érdekeit figyelmen kívül hagyva alkossanak jogot, hiszen a tulajdonosok érdekeit semmibe vevő, társadalomalakító mérnökösködés lehetőségei lényegesen szűkebbek akkor, hogy az életidegen ötleteket a közvetlenül perben álló tulajdonosokkal szemben kellene megvalósítani. Archiválva 2020. július 17-i dátummal a Wayback Machine-ben

## Az alapító okirat módosítása
A társasház működése során az alapításkor még nem látott, vagy még nem időszerű kérdések rendezése válhat szükségessé. A tulajdonosok fontos érdeke fűződhet ahhoz, hogy a tetőtér vagy más közös terület eladásával kapcsolatosan az alapító okirat rendelkezéseit megfelelően módosítani tudják. Más változásoktól eltérően ebben az esetben feltétlenül szükséges az alapító okirat módosítása, majd ezt követően a változások átvezettetése az ingatlan-nyilvántartáson. Sem az egymást követő társasházi törvények, sem az ingatlan-nyilvántartási jogszabályok nem tartalmaznak megfelelően részletes szabályokat az alapító okirat módosítás végrehajtására. Ezt a hiányosságot a bírói gyakorlat sem tudta pótolni. Közös tulajdonban álló társasházi terület értékesítése esetén az alapító okiratban meghatározott közös tulajdonból törölni kell az értékesített területet, a külön tulajdonok körében fel kell venni az értékesített területet. Ezekkel a változásokkal összhangban, valamennyi külön tulajdon esetében az alapító okirat szerkesztésénél kialakult jogi gyakorlatnak megfelelően új közös tulajdonból illető eszmei tulajdoni hányadot kell meghatározni a területváltozás által okozott eltérés figyelembe vételével. A kialakított új külön tulajdont (az eladott, volt közös terület) a már igénybe vett helyrajzi számozást követő magasabb számmal kell jelölni. Meglévő öröklakás (üzlet) kettő vagy több külön tulajdonná osztása esetén az alapító okirat eredeti sorszámát meg kell tartani (és abban a csökkentett területű lakást kell feltüntetni), míg a megosztás folytán keletkező további egy vagy több lakást a már felhasznált helyrajzi számozást folytató számokkal kell jelölni. A helyrajzi számozás során kötelező az egyezőség a társasház alapító okirat mellékletét képező alaprajz, az alapító okirat valamint az ingatlan-nyilvántartás, annak okirat és térképtára között.
Az alapító okiratok módosítását súlyosan korlátozza a szabályozási hiányosságokon túlmenően az is, hogy a hatályos társasházi törvény által előírt kötelező tartalom a régi alapító okirat hatályon kívül helyezésével és új alapító okirat elfogadásával fogadható el. Ez az eljárás azonban a tulajdonosok számára hátrányosabb a régi alapító okirat módosításánál.

## Eltérő érdekek ütközése
A rendszerváltás utáni első kormány politikája kiélezte a lelkes támogatók és az elkeseredett ellenkezők közötti feszültséget. Az minden hozzáértő számára nyilvánvaló volt, hogy a kedvezményes áron, a piaci érték töredékéért történő értékesítés „nemzeti ajándék” a bérlőknek. Az is nyilvánvaló volt, hogy a bérlők részére történő privatizáció hiányában a Budapest belterületén nagy bérházakban lakók nagyon gyorsan proletarizálódnának. A kialakuló középosztályba emelkedésüknek semmi esélye nem lenne. A privatizációt ellenzők hatalmas, semmivel sem ellensúlyozott, média támogatást kaptak a vadkapitalista elveket valló és gyakorló beruházási lobbytól. Az ellenérvek legfőbb – kommunikált – csoportja a tulajdonosi léttel járó felelősségre hivatkozott. Arra, hogy az új tulajdonosok nem lesznek képesek az épületek évszázados távlatban elmaradt felújítását elvégezni. Budapest töretlenül liberális politikai színezetű önkormányzata a „területértékhez igazodóan letelepedő” városhasználati funkciók elvét vallotta, más szóval ellenezte a lakások bérlői részére történő eladást és a gyorsított ütemű, a nagytőke részére történő eladás és általa megvalósított épület felújítás és dzsentrifikáció híve volt és maradt azóta is. A bérlők részére történt eladás, valamint a közterületi beruházás értéknövelő hatását kihasználó betterment adó átvitelének sikertelensége miatt a liberális felfogással ütköző tulajdonszerkezet alakult ki Budapesten valamint az ország nagyvárosainak sűrűbben beépített területein. A privatizációs folyamat technikai megvalósítása a társasházzá történő alakítás volt. Az állami tulajdonban álló épületeket a vagyonátadó bizottságok az önkormányzatok tulajdonába adták. Ezt követően az önkormányzatok – mint egyszermélyes tulajdonosok – társasházzá alakították az épületeket, majd eladták kedvezményesen a bérlők részére az egyes – a bérlők által lakott – lakásokat és nem lakás céljára szolgáló helyiségeket.

## A társasház tulajdonosainak érdekérvényesítése

### Társasházként történő működtetés
A tulajdonosi kör a társasházi lakásra igényt tartók közül alakult ki, így a társasház tulajdonosai mindenekelőtt abban érdekeltek, hogy a tulajdonukat társasházként tudják működtetni. Nem érdekeltek abban, hogy a házból – akár részben is – szálloda, zenekari próbaterem, örömtanya legyen. Ennek az érdeknek az érvényesítéséhez a társasház alapító okiratnak, az SZMSZ-nek és a társasházi törvénynek megfelelő működés biztosítása szükséges. A tulajdonosok érdekeit sértő közgyűlési határozatot a bíróság érvénytelennek nyilváníthatja bármely tulajdonostárs keresetére. Akadálya ennek az érdeknek az érvényesítését az, hogy a bírói gyakorlat a legtöbb olyan kérdésben, ahol a társasház elfogadott alapító okirata és a társasházi törvény ellentmondásban áll egymással, a törvény előírásait alkalmazza, a törvénynek kötelező (kógens) hatályt tulajdonít. Akadályozza a tulajdonosok érdekérvényesítését az is, hogy a törvényben nincsenek kisebbségvédelmi rendelkezések. Azok a törvényi rendelkezések, melyek a kisebbség érdekeit sértő közgyűlési határozatok megtámadását 60 napon belül lehetővé teszik, nem elegendőek a tulajdonosi érdekek közös képviselővel illetve többséggel szembeni érvényesítésére. Az érdekérvényesítésnek ugyanis nem a bírósági eljárás, hanem a közös képviselő könnyű leváltásának lehetősége valamint a tulajdonosok számára kedvező jogi megoldások (pl. meghatalmazások kötelező elfogadásának korlátozása, hitel felvételének minősített többséghez kötése stb) lehetne csak a garanciája. Míg a gazdasági társaságok szabályozásánál az Állam számtalan kisebbségvédelmi rendelkezést hozott, minősített többségi szavazást ír elő minden fontosabb kérdésben, addig a társasházak esetén az egymást követő társasházi törvények fokozódó mértékben lehetetlenné teszik a társasház tulajdonosainak érdekérvényesítését. Ezzel utat adnak a társasházakat üzleti területté változtatni kívánó befektetőknek, a bekerítéseknek.

### A társasház tulajdonosi irányítása
A társasház ügyeit a közös képviselő intézi, általában ő hívja össze a társasház közgyűlését és ő határozza meg azt is, hogy a közgyűlési meghívó milyen napirendi pontokat tartalmaz. A társasházi törvény 28. §. (3) bekezdésében foglaltak szerint a közgyűlés a közös képviselőt bármikor felmentheti. A társasház tulajdonosai akaratukat végső soron ezzel az eszközzel próbálhatják érvényesíteni a közös képviselővel szemben. Amennyiben a tulajdonosok le kívánják váltani a közös képviselőt, akaratuk érvényesítésére feltétlenül szükséges az, hogy még a közös képviselő megválasztása előtt olyan jogi megoldásokat alkalmazzanak, melyek a leváltást – amennyiben indokoltnak tartják – ténylegesen végrehajthatóvá teszik. A társasházi törvény általános rendelkezései szerint nincs akadálya annak, hogy a közös képviselő korlátlan számban gyűjtsön meghatalmazásokat a távollevő vagy neki egyébként kiszolgáltatott tulajdonosoktól. Ezekkel könnyen akár többségi erőt is gyűjthet magának és mindenkit leszavazhat a közgyűlésen. Ha sűrűn és indokolatlanul hív össze közgyűlést, akkor idővel saját bizalmasain kívül senki sem vesz majd részt azokon. A közös képviselők megtehetik azt is, hogy egyszerűen nem tűzik a társasház közgyűlésének napirendjére a saját leváltásukat (a közös képviselő választást). Mivel az érvényes határozat meghozatalához ebben az esetben is szükséges az, hogy a közgyűlés napirendjén legyen a közös képviselő választás, így nem lehetséges a határozathozatal, a közös képviselő leváltása. Lehetőségük van arra is, hogy az általuk szervezett közgyűlésen, meghatalmazásaikkal élve merőben törvénysértő határozatokat fogadtassanak el. Kétségtelen, hogy van lehetőség a bíróság előtti megtámadásra, azonban nem árt figyelemmel lenni arra, hogy a törvénytelen határozatot kifogásoló tulajdonos saját pénzéből perel, míg a közös képviselő a saját álláspontját mint a „közösség” álláspontját a társasház kasszájából finanszírozza.
A társasház tulajdonosai a társasházhoz fűződő érdekeiket csak körültekintő, a megfelelő biztosítékokat következetesen érvényesítő magatartással tudják érvényesíteni. Lehetősége van a tulajdonosoknak arra, hogy saját soraikból közös képviselő helyett olyan Intéző Bizottságot válasszanak, amely lehetőség szerint minden tulajdonosi érdekkört integrál és Elnöke útján szoros ellenőrzést tud gyakorolni a társasház kezelésére megbízott vagyonkezelő szervezet irányában. Egy ilyen irányítási forma esetében a társasház hivatalos képviselője kizárólag az Intéző Bizottság. Ebben a minőségében képviselheti a társasházat, rendelkezhet a Társasház bankszámlája felett, szerződhet a vagyonkezeléssel megbízott szervezettel, meghatározhatja a közgyűlés napirendjét, illetőleg minden gond nélkül, azonnali hatállyal, ténylegesen felmentheti a vagyonkezelőt. Nincs annak technikai akadálya, hogy az Intéző Bizottság (egy részvénytársasági igazgatótanács szerepéhez hasonlóan) lényegében minden feladatot a kontrollált pénzkezelésig terjedően a vagyonkezelőnek adjon át. Az Intéző Bizottság a vagyonkezelővel szemben pusztán azzal érvényesíteni tudja a tulajdonosi érdekeket, hogy az együtt nem működő vagyonkezelőt azonnali hatállyal le tudja váltani illetve a társasház pénzforrásaihoz történő hozzáférését azonnali hatállyal meg tudja szüntetni. 
A megfelelő tulajdonosi ellenőrzés érdekében indokolt – az alapító okirat módosítása esetén – az elővásárlási jogra vonatkozó kikötés törlése az alapító okiratból  A társasház alapító okiratában ki lehet kötni azt, hogy a tulajdonosokat a többi tulajdonos tulajdonára elővásárlási jog illesse meg. Magyarán, ha valaki eladja a tulajdonát, akkor azt – egyező feltételek mellett – a többi tulajdonos megvásárolhatja. Ez a jog természetesen valamennyi tulajdonost megilleti a többi tulajdonra vonatkozóan. Az elővásárlási jog intézménye a társasházak esetében nem tölti be a neki – elméletben – szánt szerepet. A társasház esetében nem lehet cél az, hogy valamelyik tulajdonos felvásárolja a többi tulajdont, hiszen az egyes társasházi lakások teljesen önállóak, a társasházi törvény nem beruházási lehetőséget hanem biztonságos lakhatást kíván nyújtani a tulajdonosoknak. Az sem indok, hogy egy távoli szomszéd a rokonának tudjon lakást vásárolni a házban. Ezeknél a szempontoknál sokkal fontosabb a jogbiztonság, az, hogy a tulajdonosok szabadon rendelkezhessenek a lakásukkal. Nehéz élni és könnyű visszaélni az elővásárlási joggal. Különösen terhes lehet az elővásárlási jog az eladni szándékozó öröklakás tulajdonosra abban az esetben, amennyiben szomszédai anyagilag erősebbek nála. A tehetős szomszédok nyomása alatt az öröklakás tulajdonos lényegesen nehezebben és többlet kockázattal tudja csak ingatlanát értékesíteni. 

## A társasház gazdálkodása
A társasház gazdálkodása kérdésében határozhat a társasház közgyűlése, azonban a társasház tényleges gazdálkodási tevékenységét a közös képviselő folytatja. Ennek jogi alapja az, hogy a társasház banknál vezetett pénzforgalmi számlája felett általában a közös képviselő egyedül rendelkezhet. Ily módon a számláról történő valamennyi kifizetéshez az ő aláírása kell. A közös képviselők visszaéléseivel szemben a társasházak kiszolgáltatottak. Ennek oka az, hogy a társasházi törvény rendelkezései lehetetlenné teszik a tulajdonosok számára azt, hogy a közös képviselőt könnyen leváltsák. A törvény egyrészt rögzíti azt, hogy a társasház közös képviselője „bármikor” leváltható. Másrészt ez az előírás úgynevezett „lex imperfecta”, végrehajtási lehetőséget nem tartalmazó (és ezért rendkívül nehezen végrehajtható) megoldás. A társasház közgyűlése ugyanis csak szigorú feltételeknek megfelelő módon közzétett, napirendre tűzött kérdésekben hozhat határozatot. Mivel a törvény előírásai szerint a társasház közgyűlését a közös képviselő hívhatja össze, így nyilvánvaló az, hogy a saját leváltásában nem érdekelt közös képviselő nem fogja napirendre tűzni a közös képviselő választást, mint napirendi pontot. Bár a tulajdonosok 10%-a szigorú feltételek fennállása esetén elméletileg összehívhatja a társasház közgyűlését, összhatásában ez a megoldás majdnem lehetetlenné teszi a tisztségéhez ragaszkodó vagy visszaéléseit minden áron fedezni akaró közös képviselő leváltását.

## A társasház felújítása

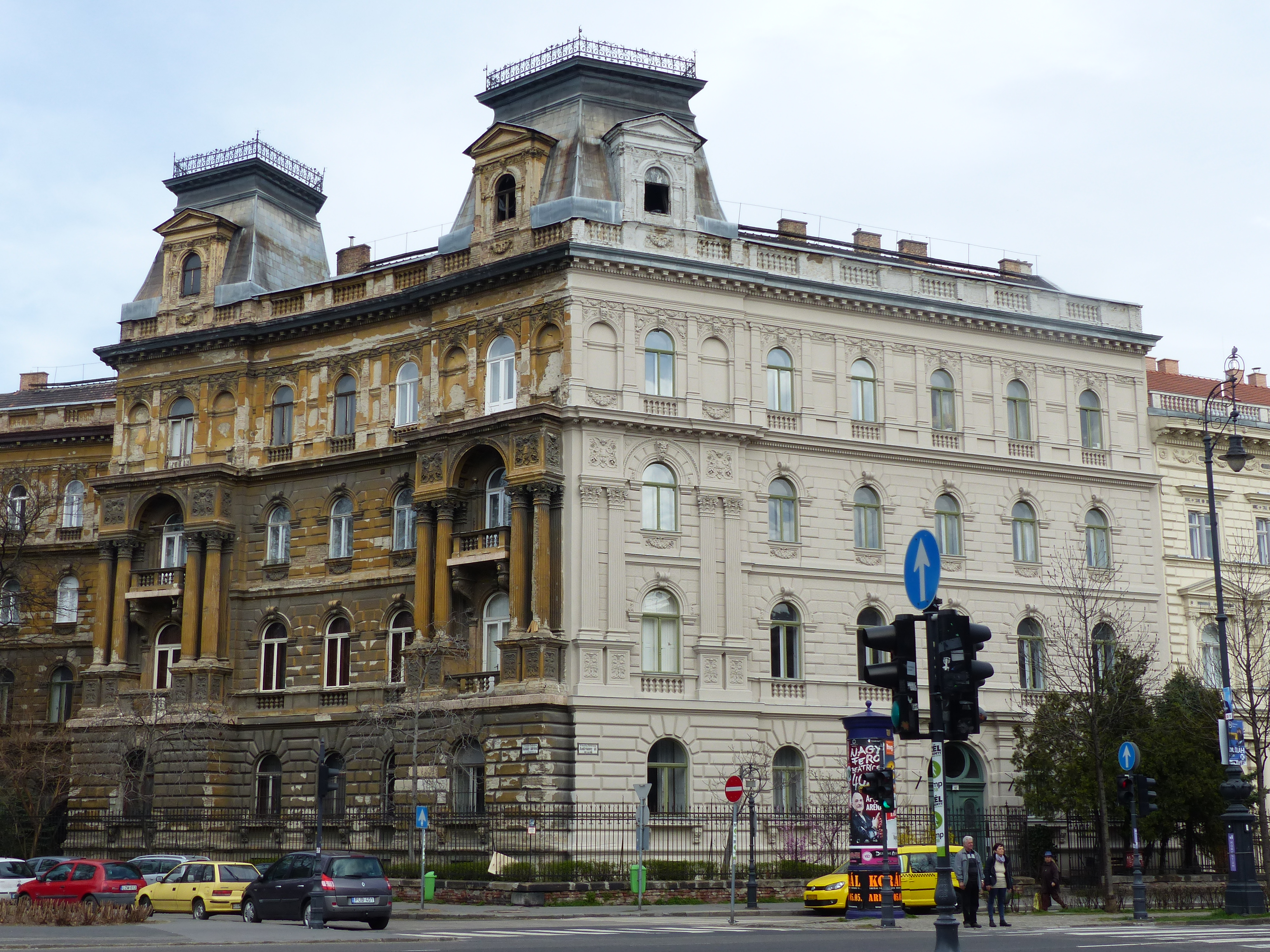
Társasház felújítás alatt

A társasházak időről – időre felújításra szorulnak. Ilyenkor kell elvégezni a hosszabb idő alatt esedékessé váló munkákat. Szükséges azokat a gépészeti (pl. alap közmű vezetékek) jellegű cseréket is végrehajtani, amelyek esetében egyben az új műszaki megoldások megvalósítása is indokolt lehet. A felújítás az ingatlan egészére, illetőleg egy vagy több főszerkezetére kiterjedő, időszakonként szükségessé váló olyan általános javítási építés-szerelési munkák végzése, amelyek az eredeti műszaki állapotot – megközelítőleg vagy teljesen – visszaállítják, illetőleg az eredeti használhatóságot, üzembiztonságot az egyes szerkezetek, berendezések kicserélésével vagy az eredetitől eltérő kialakításával növelik. A teljes felújítás alatt a műszaki állapot alapján szükséges, az ingatlan egészére kiterjedő külső-belső javítási munkák elvégzését értjük. A részleges felújítás alatt az épület legalább egy főszerkezetére kiterjedő, teljes felújításnak nem minősülő, de abba belátható időn belül beilleszthető általános javítási munkák elvégzését értjük. A korszerűsítés a meglévő épület, épületrész, épületberendezés rendeltetésszerű és biztonságos használatra alkalmasságát javító, használati értékét, teljesítőképességét, üzembiztonságát növelő építési-szerelési munka. Korszerűsítésnek kell tekinteni a megújuló energiaforrások (napenergia, szél, geotermikus energia stb.) alkalmazására, a központi fűtő- és melegvíz-ellátó berendezésnek az energiaracionalizálással, a levegőtisztaság-védelemmel összefüggő átalakítására vagy cseréjére vonatkozó, továbbá az épület energiahatékonyságát szolgáló épületszerkezeteken végzett építési-szerelési munkát is. A társasházak döntéseiben külön kezeljük az ún. "Rendes gazdálkodás körét meghaladó" kiadásokat. Ezek az állagvédelmet meghaladó, a fenntartás (az üzemeltetés, a karbantartás és a felújítás) körébe nem tartozó olyan munkálattal összefüggő kiadások, amelyek az alapító okirat szerint közös tulajdonban lévő épület, épületrész bővítésével, átalakításával vagy közös tulajdonba kerülő új épület, épületrész, illetőleg épületberendezés létesítésével járnak. Fontos, hogy a felújítási munkálatok nem tartoznak a rendes gazdálkodás körét meghaladó kiadásokba, tehát arról a közgyűlés a jelen levő tulajdonostársak tulajdoni hányada alapján számított egyszerű szavazattöbbségével dönt. A korszerűsítések esetében felmerülhet a fűtési mód váltása is. (Pl. a távhőről leválás, az egyediről közösre, vagy a közösről egyedire történő áttéréssel). Ezek esetében utána kell nézni, hogy az aktuális társasházi törvény, az alapító okirat és az SZMSZ erre vonatkozóan meghatároz-e az egyszerű szavazattöbbségtől eltérő szavazati arányt.
A felújításhoz szükséges források megteremtését nehezíti az, hogy a társasház tulajdonosok sok esetben nem rendelkeznek megfelelő tartalékkal, jövedelemmel, vagy fizetési fegyelemmel a finanszírozáshoz, illetve a döntéseik is sajátosak. Akadályt jelent az is, hogy a lakás-privatizáció során elidegenítésre kerültek azok az üzlethelyiségek is, melyeket eredetileg társasházi közös tulajdonként építettek és ilyenként is szolgálták a társasház fenntartását. A közös tulajdonban álló üzlethelyiségek bére az 1952-es államosítási hullám előtt csökkentette a társasház tulajdonosok fizetési kötelezettségét. Nem egy esetben a jól gazdálkodó társasház tulajdonosai nem is kellett közös költséget fizessenek. Ezen túlmenően ez a megoldás jól szolgálta a társasház rendjét is, mivel az összeférhetetlen bérlőnek felmondtak, és így a használattal kapcsolatos viták nem tudtak eldurvulni. Sok esetben elidegenítésre kerültek a privatizáció során olyan társasházi – korábban közös – területek is, melyeket a felújítás során a társasház saját hasznára felhasználhatna (pl. pince, padlás, terasz).
A felújítások fedezetének előteremtése alapvetően belső és külső forrásokból állhat. A belső források a tulajdonosok befizetései (Felújítási Alap, illetve célbefizetések), továbbá energiahatékony felújítások esetén a megtakarítás. Külső források lehetnek a vissza nem térítendő támogatások (önkormányzati, állami, illetve uniós közösségi, banki), valamint a kedvezményes hitelfajták (LTP, illetve uniós forrásokból az MFB kamatmentes energiahatékonysági hitele, vagy az EIB támogatott hitele). Az Lakástakarékpénztári forrásokhoz még további állami támogatások is (megtakarítás után járó évi 30%-os támogatás, 70%-os kamattámogatás a hitelhez) járnak. Létezik még az ún. "bartell" lehetősége is, ahol a társasház valamilyen közös tulajdonú eszközét (pl. tetőtér) értékesíti külső vállalkozó részére, aki cserébe különféle felújítási munkákat végez (a tetőtér beépíthetőségéért cserébe homlokzatok, lépcsőházak, közművezetékek, lift felújítása, vagy cseréje, lift létesítése). Lehetőség lenne a tulajdonosok saját munkájára is. (Kertápolás, udvari, terasz növényzet ápolása, takarítás), műszaki berendezések felügyelete, a kommunikációi szervezése stb. A felújítás megvalósíthatóságát jelentős mértékben befolyásolja a társasház gazdálkodásának minősége. Olyan társasházban, ahol rendben befolyik a megfelelő mértékű közös költség, a közös területeket reális bérért kiadják vagy hasznosítják, többlet szolgáltatásokat nyújtanak, jobb a helyzet. Sokat javíthatja a társasház helyzetét, ha – forgalmasabb helyen – kölcsönösen előnyös megoldásokat tudnak az üzlettulajdonosokkal kialakítani, mobiltorony, vagy hirdetési felület elhelyezésére van lehetőség. A gazdasági tevékenységet végzők (pl. üzletek) legtöbb esetben hajlandóak önként többlet terheket vállalni akkor, ha ennek ellenében a társasház a lehetséges eszközökkel segíti gazdálkodásukat illetve nagyobb türelmet tanúsít a tevékenységükkel esetleg járó forgalommal, zajjal, piszokkal kapcsolatosan. (Ilyen megoldások: 1. többlet költség vállalás a szemétszállításí, felvonó üzemeltetési, víz, áram stb. költségekből. 2. társasházi közös terület felújítási – fejlesztési költségének vállalása (pl. üzleti portál kialakításakor homlokzatrész felújításának vállalása) 3. társasházi közös terület bérlése) 4. társasházi gazdálkodás segítése (pl. pályázati anyag készítésének illetve a pályázati feltételek biztosításának segítése) 5. üzleti tevékenységet kiszolgáló műszaki egységek saját költségre történő üzemeltetése (saját lift, külön víz, villany betáplálás stb).
Az energiamegtakarítási célú felújítással (a meglévő épület energiahatékonyságát befolyásoló épületelemének utólagos beépítése, cseréje, kiegészítése vagy az épületelem alapvető jellemzőjének megváltoztatása; vagy a meglévő épület eredeti állapotának fenntartását célzó azon állagmegóvási, javítási, karbantartási munka, amely gazdaságossági szempontból megvalósítható) érintett épületburok szerkezetének (pl. a homlokzat hőszigetelése), valamint az építési-szerelési munkával érintett gépészeti rendszereknek meg kell felelniük az épületek energetikai jellemzőinek meghatározásáról szóló TNM rendeletben foglalt követelményeknek.
A közös felújítási döntés nehézséggel jár, de nem lehetetlen. A társasházi felújítási döntések során részletesen kimunkált Döntést előkészítő anyagra van szükség. Ebből látható, hogy milyen munkák elvégzése miért szükséges, mekkora költséggel és milyen megtakarításokkal számolhatunk. Lakásokra lebontva szükséges látni az adatokat, főként a havi hiteltörlesztéseket és megtakarításokat, hogy megalapozott döntés születhessen. Pályázatok esetében ez elkerülhetetlen.

## A társasház közös területének eladása
A társasház tulajdonosai dönthetnek úgy, hogy a közös tulajdonban álló társasházi területet (pl. pince, padlás, közös terasz, közös előtér, folyosószakasz, beépíthető földterületen építési lehetőség stb) eladják. Ezzel a társasház tulajdonosai vételár bevételhez juthatnak, vagy lehetőségük nyílhat arra, hogy a korábbi közös terület tulajdonjoga ellenében – vételárként – a vevő a vállalt építési, felújítási munkákat a tulajdonosok helyett elvégezze. Egy ilyen döntés végrehajtása mindenképpen jogász (ügyvéd, jogtanácsos, közjegyző) közreműködését igényli, mivel szükséges hozzá a társasház alapító okiratának módosítása, valamint más, szintén szakértőt igénylő munkák is. Az eladás alapesetében valamennyi tulajdonos hozzájárulását adja az eladáshoz és ennek megfelelően aláírja az eladás érdekében szükséges okiratokat és az ezt követő építési-felújítási időszakban is együttműködik tulajdonostársaival a művelet megfelelő lebonyolítása érdekében. A soklépcsős folyamat számos összehangolt lépést igényel. Ilyen egyetértés esetén az a lényege az eladási folyamatnak, hogy a tulajdonosok közössége – ha egyhangúlag egyetért az eladással – lényegében bármit megtehet, szabályozhat a vonatkozó jogszabályok (pl. építési szabályozás) keretei között. Eladás esetén szükséges az adásvételre vonatkozó dokumentum, szükséges a társasház alapító okiratát módosító dokumentum és annak melléklete, a társasház alapító okirat mellékletét képező alaprajz módosítás (kiegészítés). Az okiratok által jogilag kialakításra és elidegenítésre kerül az új kizárólagos tulajdon (új ingatlan-nyilvántartási egység (ingatlan-nyilvántartási különlap)). Az alapító okirat módosítás ezt feltünteti „Kizárólagos tulajdonban álló öröklakások (üzlethelyiségek)” részében, mint új kizárólagos tulajdont. Az új kizárólagos tulajdon a már kiadott külön tulajdon helyrajzi számokat követő, folytatólagos számozást kell kapjon. Az alapító okirat módosítás ezzel összhangban módosítja valamennyi régi tulajdonos közösből illető tulajdoni hányadát és a feltüntetett új tulajdonos közösből illető hányadát is feltünteti. A kiegészítő alaprajz az új, kialakított tulajdont arab számmal feltünteti, a korábban római számmal feltüntetett közös terület minőség törlésre kerül. Az érintett területre vonatkozó alapterület számítást a kiegészítő alaprajzon feltüntetve újból el kell végezni az új (módosított) alapterületi adatoknak megfelelően. Az eladással kapcsolatos dokumentumok előzetes, értelemszerű feltétele, hogy amennyiben építési engedély köteles munkákra is sor kell kerüljön, az építési engedély rendelkezésre álljon. A Földhivatal csak abban az esetben jegyzi be a változásokat, amennyiben azokban nemcsak megállapodtak a felek, hanem a szükséges építési munkákat ténylegesen el is végezték és ezzel kapcsolatosan a hatóságok használatbavételi (fennmaradási) engedélyét, illetve esetleges egyéb szükséges engedélyt (pl. használat jellegének megváltozása) is megkapták. Ezt a feltételt az érdekeltek úgy tudják teljesíteni, hogy a megállapodásuk szerinti okiratokat benyújtják a Földhivatalnál, és a földhivatali eljárás függőben tartását kérik, amíg az építési munkák nem kerülnek átadásra. Az eladással kapcsolatos okiratoknak a fentieken túlmenően megfelelő biztosítékokat is tartalmazniuk kell. A társasház tulajdonosaival szerződő vevők, befektetők, szerződő partnerek megfelelő biztosítékokat kell adjanak annak biztosítására, hogy az általuk vállaltakat teljesítik. A jogi, esetleg bankári biztosítékok mellett komoly jelentősége van a jogi műveletek, pénzfizetések, építési teljesítmények, hatósági engedély iránti kérelmek megfelelően rendezett sorrendjének, ami biztosíthatja azt, hogy egyik szerződő fél sem kerül kiszolgáltatott helyzetbe a teljesítés során.

## A közös költség
A társasház közös tulajdonban álló részeinek fenntartására a tulajdonosok közös költséget fizetnek. Ennek összegét a társasház közgyűlése állapítja meg, majd a tulajdonosok hónapra megállapított összegben, előre esedékesen, (kizárólagosan használt m²/Ft/hó) fizetik meg. A közös költség kiszámításának szokásos, a gyakorlat által használt képlete a következő:
a) a tárgyévet (tárgyidőszakot) megelőző teljes év (pl. 2010) tényleges kifizetései + a 2011 évben várható többlet fizetési kötelezettségek és indokolt tartalékolás = 1.000.000 Ft.
b) a társasház összes kizárólagosan használt területe (valamennyi lakás, üzletterület, melyek területét a társasház kizárólagosan használt területeként az alapító okirat szerkesztésénél figyelembe vettek = 850 m²
c) az 1 m² kizárólagosan használt lakás (üzlet) területre eső közös költség fizetési kötelezettség 2011 –ben (vagy értelemszerűen, adott egyéves tárgyidőszakra számítva) 1.000.000 Ft./850 m² = 1176,47 = 1176 Ft/m²
d) egy adott, társasházi külön tulajdon lakás (üzlet) kizárólagosan használt m²-területe = 52 m²
e) a „d” lakás tulajdonosa által 2011 évben fizetendő évi közös költség összege = d x c = 52 m² × 1176 Ft/m² = 61152 Ft
f) a „d” lakás tulajdonosa által 2011 évben havonta esedékesen fizetendő közös költség = e/12 hónap = 5096 Ft = 5100 Ft közös költség/hónap
A tulajdonosok érdeke az, hogy tulajdonosi jogosítványaikkal korlátozás nélkül tudjanak élni, és hogy csak indokoltan felmerülő költségek terheljék őket. A társasházi törvény nemcsak nem tartalmaz olyan rendelkezéseket, melyek ennek a tulajdonosi érdeknek az érvényesítését lehetővé tennék, hanem kifejezetten akadályozza ezt. A közös költségek indokolt elosztására vonatkozó alapvető rendelkezések hiányoznak a társasházi törvényből. Nyilvánvaló az, hogy ha olyan új berendezést szerelnek fel a házban, mely csak egyes tulajdonosok érdekét szolgálja, a berendezéssel kapcsolatos költségeket azoknak kellene viselni, akiknek érdekeit az adott berendezés szolgálja. Ez azonban a legtöbb esetben nem így történik. A törvény egyrészt nem írja elő azt, hogy új berendezések felszereléséhez, biztosítás megkötéséhez és más közös költség növelő ötletekhez minden tulajdonos hozzájárulása szükséges lenne, másrészt a meghozott közgyűlési határozatokkal szemben a kisebbségben maradók kell a bírósághoz forduljanak. Így a "méltányos" összegű közvetítői jutalékot felvevő közös képviselő megköti a biztosítási szerződést a ház nevében. Jobb esetben figyelmen kívül hagyja a kisebbség tiltakozását, rosszabb esetben még csak el sem árulja a tulajdonosoknak azt, hogy a társasház gazdálkodását újabb magánakcióval terhelte meg. A minden törvényes alap nélkül megterhelt kisebbség az igazságszolgáltatásban sem reménykedhet. A közös képviselő a társasházi kasszából fogja finanszírozni ügyvédjét, a kisebbség pedig saját pénzéből kell fizesse a per költségeit. A kisebbség azonban perindítás esetén sem tudja érvényesíteni érdekét. A bírósági gyakorlat a közös képviselő által generált "többségi" döntéseket a legtöbb esetben érvényben hagyja. A bíróságok az ilyen irányú döntéseket azzal indokolják, hogy a kisebbség érdekeinek durva megsértésével felszerelt új berendezésekkel kapcsolatos költségviselés kérdésében nem a többségi döntés jogi alapjait kell bizonyítani, hanem a kisebbségnek kell bizonyítani azt, hogy érdekeit sérti az új berendezés felszerelése.
A társasház üzemeltetésével kapcsolatos költségeket közös költségnek nevezzük. A közös költség tartalmazza:
- a felújítási alapot: ennek összegét a közgyűlés határozza meg azokra a munkákra, amelyet a későbbiek folyamán szeretnének elvégezni, ilyen munka lehet a homlokzatfelújítás, tetőszigetelés vagy akár a lift korszerűsítése is;
- az ingatlan használatakor felmerülő szervizelési, javítási díjakat (szerelési munkák, pl. kaputelefon-, zárjavítás stb.),
- a közös részek fenntartási díját (lépcsőházi világítás, lift stb.),
- szemétszállítási díjat
- közös vízfogyasztást (mellékmérő esetében technikai vízdíj)
- a takarítás díját,
- a közös képviselő/társasházkezelő tiszteletdíját,
- a megtakarítási befizetéseket (Lakáskassza),
- a visszatérítendő támogatás (pályázat) törlesztését,
- stb.

## A közös költség behajtása
A társasház tulajdonosainak érdeke az, hogy a tulajdon fenntartása érdekében szükséges befizetéseket mindenki teljesítse. Ennek érvényesítéséhez mindenekelőtt az lenne szükséges, hogy a közös költség befizetéseket, a tárgyév utolsó napjáig bankszámlára befolyt tételeket figyelembe véve, kimutassa. A közös költség fizetések egyértelmű megállapítása érdekében az is szükséges lenne, hogy a társasházi közgyűlések a közös költség emeléseket csak a jövőre nézve, megfelelően részletező közgyűlési határozatban (m²-re megállapítva, egyben rögzítve a tulajdonosi kört és az egyes külön ingatlanok m²-ben megállapított területét) adja meg. Szükséges lenne ezekben a kimutatásokban a tulajdonosok – általuk megadott – elérhetőségének megadása is. A közös költség megfizetése ugyanis, a közkeletű elképzelésekkel ellentétben, nemcsak a társasházat mint egészet, hanem valamennyi társasházi tulajdonost személyében is érintő ügy. Nyilvánvalóan nem lehet köteles ugyanis közös költség fizetésére az a tulajdonos, aki fizeti a közös költséget, de a többi tulajdonos vonatkozásában azt látja, hogy azok nemcsak nem fizetik a közös költséget, de tényleges lemaradásuk, annak oka és ideje valamint elérhetőségük is titkos számára. Ezeknek a természetes módon indokolt érdekérvényesítési megoldásoknak sem a társasházi törvény sem az azzal kapcsolatos bírósági gyakorlat nem ad semmiféle támogatást. Nem nyújt segítséget a társasházaknak a közös költség tartozások jelzálog útján történő biztosítása sem, mivel ez a jogintézmény nehézkes megvalósíthatósága miatt gyakorlatilag nem használható.

## A társasházi törvény alkalmazása
A társasházi együttélés során rendszeresen döntéseket kell hozzon a közösség. Ilyen kérdés a társasház fizetési kötelezettségeinek (közüzemek, szolgáltatások) rendszeres fizetése, az ingatlan felújítása. Egyesek nehezen vagy nem tudják fizetni a közös költségeket. Az ilyen tartozások gyors behajthatóságának érdeke ellentétes a társadalmi feszültségeket fokozni nem kívánók álláspontjával. A közös költséggel tartozó tulajdonostárs lakására történő jelzálogjog bejegyzés megengedése azonban nem segít a társasházak gazdálkodásán. A felújítások elvégzése érdekében gyakran kívánja a többség a közös tulajdonú területek (tetőtér, pince) eladását. Egy ilyen eladás az esetek túlnyomó többségében a társasház beruházási tereppé változását, a tulajdonosok dzsentrifikálását (eltávolítását) eredményezi. A társasházak ügyészi felügyeletének ötlete is megvalósíthatatlan egyrészt az igazságügyi szervezetek túlterheltsége, másrészt költséges működése miatt. Egy ilyen megoldás ellentétes is lenne a magántulajdon védelmének elvével. A megoldás a tulajdonosok tulajdonosi jogainak gyakorlását segítő törvény lenne. Ilyen volt az 1924 évi XII. tc. Az azóta elfogadott új törvények lehetetlenné teszik mind azt, hogy a tulajdonosok tulajdonjogukat gyakorolják, mind azt hogy a kisebbség hathatós védelmet kapjon a többség hatalmi visszaélésével szemben. Elég példaként említeni a párhuzamot: a társaságok szabályozása számtalan módon védi a kisebbség érdekeit, a társasházak szabályozása nemhogy nem védi a kisebbséget, hanem kifejezetten kiszolgáltatja mind a többségnek, mind a közös képviselőnek. Kötelező például a társasház közgyűlésére adott meghatalmazás elfogadása a törvény szerint, de nem ad lehetőséget arra, hogy a tulajdonosok szorosabb ellenőrzést gyakoroljanak saját tulajdonuk felett. Úgyhogy a befektető csak kettőt kérdez. (Pénzt vagy cserét?)

## A társasházi öröklakások értékét befolyásoló tényezők
A társasházi öröklakások értékét jelentősen befolyásolják magának a társasháznak a sajátosságai. Az öröklakást megvásárló abból indul ki, hogy lakóházban vásárol lakást és azt hosszú távon is zavarás mentesen lakásként tudja használni. Ezért a vásárlás során meg kell vizsgálja azt is, hogy a lakás zavartalan használatának vannak-e akadályai. Nagybefektető jelenléte a társasházban ugyanúgy kockázati tényezőt jelenthet, mint a lakáskénti használatot akadályozó mulató, étterem, nyilvánosház. A gondos vásárló nemcsak az öröklakás műszaki jellemzőit vizsgálja, hanem tájékoztatást kér a társasház alapító okiratáról, alaprajzáról, tulajdonosi köréről is. Jelentős kockázatot hozhatnak a társasház vállalt kötelezettségei is, melyek már az öröklakás megvásárlása előtt fennálltak. Az ilyen kötelezettségvállalások kihathatnak az öröklakást később megvásárló tulajdonosra. Ezekre tekintettel magasabb lehet a közös költség, rendkívüli befizetésekre kényszerülhetnek a tulajdonosok. Komoly kockázatot rejthetnek egyes – a felületes szemlélő számára – műszaki jellegűnek tűnő történések is. Ilyen például a távfűtés, ház központi fűtés bevezetése, új felvonó építése, korábban nem létező szolgáltatások nyújtása a tulajdonosoknak stb. Bár kevesen gondolnak erre, de a társasház közösség által élvezett szolgáltatásokat általában a közös tulajdonban levő műszaki egységek adják és részben ezért, részben más okok miatt is valamennyi szolgáltatás költségét végül is az egyes tulajdonosok fizetik meg, tulajdoni arányuknak megfelelően.
A társasházi öröklakások értékét jelentősen növeli az, ha a társasház tulajdonosai – tulajdonosi jogosítványaikkal élve – szoros irányítást gyakorolnak a társasház célszerű gazdálkodása érdekében. Fontos tulajdonosi érdek fűződhet a takarékos gazdálkodáshoz, fölösleges költségek elkerüléséhez, a szükséges építési, felújítási munkák költséghatékony elvégzéséhez stb. A tulajdonosok nyilvánvaló érdekét szolgáló gazdálkodási döntések (közös költség beszedése, airbnb megengedése vagy tiltása, kerékpártároló létesítése, hatékony információs rendszer a házban stb.) hatékony végrehajtása is alapvető. A társasházi törvény 2023. január 1-től hatályos módosításait is figyelembe véve nincs akadálya annak, hogy a közös képviselői tisztséget ne kívülálló, hanem a tulajdonosok egyike (bizalmi kézként) lássa el. Ebben az esetben is célszerű lehet a megfelelő szakképzettség a közös képviselői tisztség ellátásához, de a törvény szerint ez nem kötelező  A közös képviselő elvi, felügyeleti feladatai mellett, annak sincs akadálya, hogy a társasházkezelői  feladatok ellátására és a társasház teljes adminisztrációjának vitelére a társasház tulajdonosai erre megfelelő képzettséggel rendelkező vállalkozónak adjanak megbízást, aki valamennyi kezelési feladatot elvégez a közös képviselő irányítása mellett. Egy ilyen megoldás lehetetlenné teszi azt a gyakran előforduló helyzetet, hogy a ténylegesen leválthatatlan, külső érdekeket képviselő közös képviselő a tulajdonosok érdekeivel ellentétesen kezeli a társasházat, visszaél pozíciójával.

## A társasházi öröklakás hasznosítása
Az öröklakással tulajdonosa rendelkezhet, jogosult azt használni és hasznosítani. A lakás bérbe vagy albérletbe adása mellett egyre jelentősebb az fizetővendég szolgáltatással történő hasznosítás is, az adóhatóság megnevezése szerint egyéb szálláshely szolgáltatás. Az egyéb szálláshely szolgáltatás folytatásához hatósági engedélyt kell kérni az öröklakás fekvése szerinti Önkormányzat jegyzőjétől. Szükséges adószámot kéni az NAV-tól, melyben megjelölésre kell kerüljön a tevékenységi kör. Az öröklakások hasznosításának lehetősége világszerte egyre jelentősebb. Az Airbnb és a megosztó gazdaság (sharing economy) más elektronikus rendszerei hatékonyabbá tették az öröklakások rövid időre történő bérbeadását. Az olcsó információáramlás és az ezt kísérő pénzügyi, logisztikai szolgáltatás (bérleti díj beszedése, a bérlő megbizhatóságára vonatkozó információk) megerősítették a lakások rövid távú bérlete iránti igényt és ezen keresztül az öröklakás tulajdonosok anyagi pozícióját. A legjobb fekvésű, központi elhelyezkedésű lakások értékét és hasznosíthatóságát erősíti ez, sok esetben a felértékelődő társasházakból egyébként kiszoruló tulajdonosok a hasznosítási lehetőségek miatt tudnak csak megmaradni ingatlanukban. A társasházak az egyes öröklakások bérbeadását csak abban az esetben tilthatják meg, ha erre vonatkozóan valamennyi tulajdonos által aláírt alapító okirati rendelkezés van. Többségi határozat nem tilthatja a bérbeadás egyik formáját sem. Az öröklakás tulajdonost megilleti a hasznosítás joga, és ezen belül az egyéb szálláshely szolgáltatás nyújtásának a joga is. A bérbeadást akadályozó társasházak lényegében saját tulajdonosaik alapvető érdekei ellen lépnek fel. Az alaptalan korlátozások nemcsak az egyes lakások értékét csökkentik, de a dzsentrifikációs (kiürítési) törekvésekkel szemben kevésbé ellenállóvá teszik az egyes tulajdonosokat és így a tulajdonosi közösséget is. Ugyanakkor az ingatlanok hasznosítása során az együttélési szabályokat a bérlőknek is kötelező betartani. Erről az öröklakás tulajdonosoknak a bérlőket megfelelő módon tájékoztatniuk kell.

## Tervezőasztalról vásárolt társasházi lakások
A társasházi lakások jelentős részét építési vállalkozók építik, eladásra. A szabadpiaci folyamatokat erősítve az Állam is támogatja a lakásépítést, különböző társadalompolitikai célok elérése érdekében. A vállalkozók beépítésre alkalmas belterületi telket keresnek, megterveztetik a társasház épületét majd építési engedélyt kérnek. Ezek birtokában már megkezdhetik a lakások értékesítését a “tervezőasztalról”. Az érdeklődők számára az építési vállalkozó által adott információk illetve szerződéstervezetek megfelelő értékeléséhez feltétlenül hasznos, ha a vállalkozó elkészítteti a társasház alapító okiratának tervezetét. A vállalkozó – mint a később alapítandó társasház ingatlanának kizárólagos tulajdonosa – a végleges építési tervdokumentációba integrálhatja azokat az adatokat, melyek a társasház későbbi alapításához szükségesek. Ebben az esetben a terv alkalmas arra, hogy az építési hatóság végleges építési engedélyének alapját adja, de ezen túlmenően alkalmas arra is, hogy a társasház alapító okiratának mellékletét képezze. A vevők érdekeit figyelembe vevő vállalkozó az eszerint készíttetett és az építési hatóság által engedélyezett terveket a társasház előzetes alapításának ténye feljegyezését kérve benyújthatja a végleges építési engedély jogerőre emelkedését követően a Földhivatalhoz. A Földhivatal a társasház előzetes alapításának tényét feljegyzi az ingatlan tulajdoni lapjára. Ez az eljárás megkönnyíti a tervasztalról öröklakást vásárló helyzetét annak pontos megállapítására, hogy milyen jogi helyzetű lakást vásárol és egyben döntően lecsökkenti a társasház későbbi alapításakor felmerülő kockázatokat. Az egyes lakások megvásárlását, a társasházi épület tényleges felépítését követően a társasház alapítás lényegesen könnyebb lesz, mivel a korábbi, feljegyzett alapítás tartalma valamennyi később vásárló lakástulajdonost is köti. Így ha egyes lakásvásárlók az építkezés lezárását követően nem kívánnák aláírni az alakítandó társasház alapító okiratát, az alapító okirat elfogadása bírósági úton is könnyen kikényszeríthető lesz. Amennyiben a társasházi lakásokat vásárlók ezt az eljárást megkövetelik a vállalkozótól, megfelelő ügyvédi segítség mellett jelentősen csökkenthetik az építkezés leállásával, a vállalkozó fizetésképtelenségével kapcsolatos kockázatokat is.

## A társasház megszüntetése
A társasház valamennyi tulajdonosa korlátozás nélkül megszüntetheti a társasházat. A megszüntető okiratra a társasház alapításra érvényes alakszerűségek irányadóak, azzal az eltéréssel, hogy nem szükséges a ház (felépítmény) alaprajzát csatolni. A társasház megszüntetésére általában akkor kerül sor, ha a társasház lakásait megvásárló befektető a továbbiakban már nem társasházként kivánja a tulajdonába került ingatlant működtetni.

## A társasházi jogviták tanulságai
Magyarországon mintegy 4.200.000-en élnek társasházban. A társasházakkal kapcsolatos vitás ügyek szakszerű elintézhetősége így a magyar társadalom jelentős részét érinti. A tulajdonosok egymás közötti és másokkal (pl. bérlők, önkormányzatok, adóhatóság stb.) kialakuló vitái egyrészt közgyűlési határozatokkal, szerződésekkel, egyezségekkel rendezhetők, másrészt a polgári peres eljárás is indítható. A társasház közgyűlési határozatok érvényteleségének megállapítását a szabályszerűen tartott közgyűlés napjától számított 60 napon belül kezdeményezhetik a társasház tulajdonosai. A bíróságok abban az esetben tudják a közgyűlési határozatok felülvizsgálatának feladatát elvégezni, amennyiben adottak a lehetőségek a perben mindazoknak a tényeknek a tisztázására, melyek a megalapozott döntéshez szükségesek. Szükséges a bírósági iratokhoz csatolni a közgyűlési meghívót, annak esetleges mellékleteit, a közgyűlésen résztvevők jelenléti ívét, a meghatalmazottak meghatalmazását valamint a közgyűlési jegyzőkönyvet. Azokban a perekben, amelyeknek a társasház alapító okirat módosítása a tárgya, szükséges a módosítás előtti érvényes alapító okirat illetve az alapító okirat módosítás (Egységes szerkezetbe foglalt új alapító okirat) eredeti vagy hiteles másolatának és az alapító okirat műszaki mellékletének, az alaprajznak a beszerzése. Mindezen okiratok alakszerűségét is meg kell a bíróság vizsgálja. A bírósági gyakorlat azonban nem tulajdonít megfelelő jelentőséget ezen okiratok beszerzésének, illetve azok csatolására a közgyűlési határozat érvénytelenségét állító felperest kötelezi. A felperes azonban – az esetek túlnyomó részében – nincs abban a helyzetben, hogy birói segítség nélkül, a társasház közös képviselőjét illetve esetleg a tulajdonosi többséget a per megfelelő eldöntéséhez szükséges okiratok bírósági csatolására kényszerítse. Így a felmerülő jogviták eldöntéséhez a bíróságok nem tudnak megfelelő segítséget adni.

## Jogszabályok
- A társasház-tulajdonról szóló 1924 évi XII. törvénycikk
- A társasháztulajdon telekkönyvezéséről szóló 30000/1925 (VII.2) IM rendelet
- A Magyar Népköztársaság Elnöki Tanácsának 1977 évi 11 számú törvényerejű rendelete a társasházról
- A társasházról szóló 1997 évi CLVII. törvény
- A társasházról szóló 2003 évi CXXXIII. törvény
- Az ingatlan-nyilvántartásról szóló 1997. évi CXLI. törvény
- Az ingatlan-nyilvántartásról szóló 1997. évi CXLI. törvény végrehajtására kiadott 109/1999. (XII.29.) FVM rendelet
- Az önálló ingatlanok helyrajziszámozásáról és az alrészletek megjelöléséről szóló 44/2006. (VI.13.) FVM rendelet és melléklete
- 7/2006. (V. 24.) TNM rendelet az épületek energetikai jellemzőinek meghatározásáról
- 2013. évi V. törvény a Polgári Törvénykönyvről, XX. Fejezet: A társasház
- Budapest Székesfőváros lakásbérleti szabályrendelete Budapest, 1936